# لغزش تدریجی لذت
لغزش تدریجی لذت (فرانسوی: Glissements progressifs du plaisir‎) فیلمی فانتزی به کارگردانی آلن رب-گریه محصول سال ۱۹۷۴ است.

## بازیگران
- انیسه شاهمنش
- اولگا ژرژ-پیکو
- مایکل لونزدل
- ژان مارتن
- ژان لویی ترنتینیان
- ایزابل هوپر
- آلن رب-گریه
- کاترین روب-گریه